# Геллерт Угорський
Геллерт Угорський (угор. Gellért, 23 квітня 980, Венеція — 24 вересня 1046, Буда) — італійський та угорський церковний діяч, католицький святий, один із заступників Угорщини.

## Життєпис

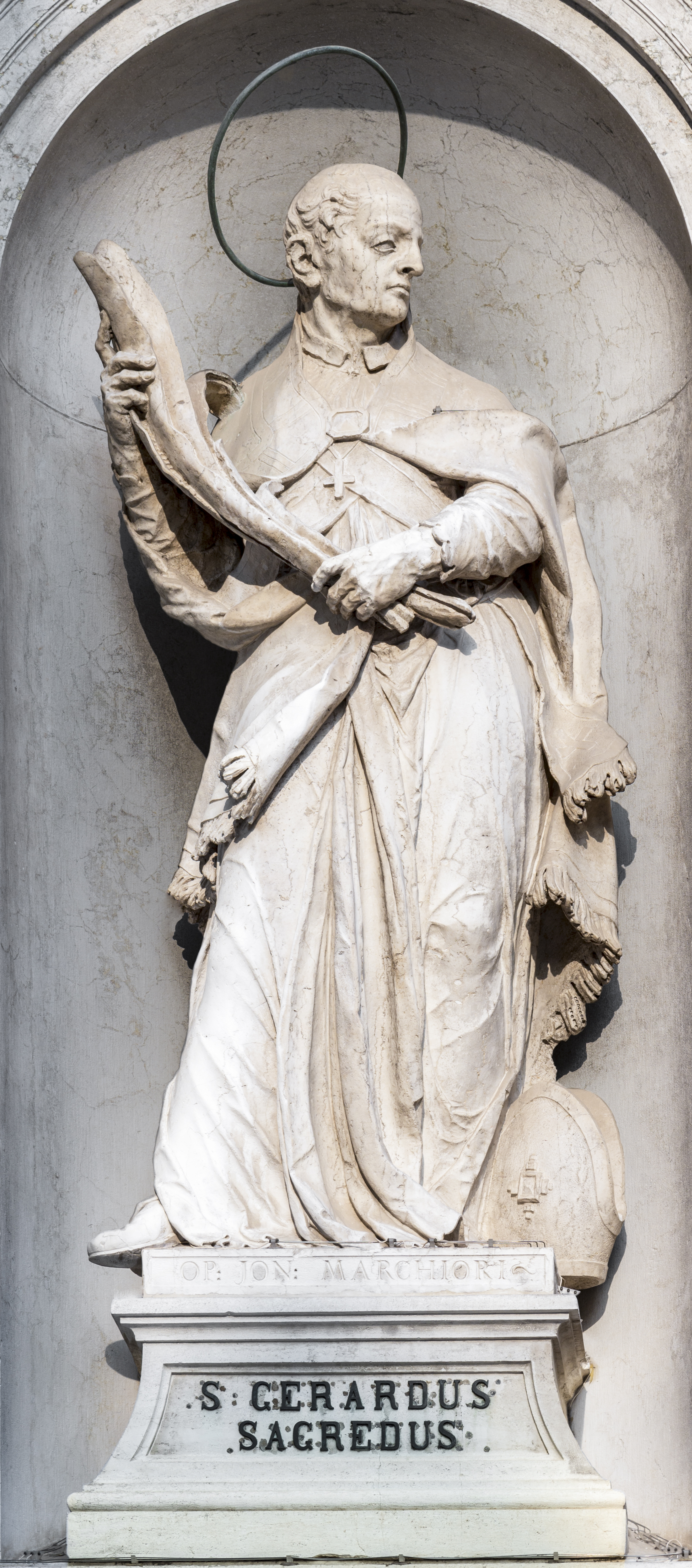
Геллерт Угорський в Венеції

### Італійський період
Походив з аристократичної родини Сагредо. Народився у Венеції. Про батьків немає відомостей. Дитиною тяжко захворів, тоді батько приніс його до бенедиктинського монастиря Святого Георгія, давши обітницю присвятити сина чернецтву у випадку його одужання. Коли Геллерт вилікувався, то його було відправлено на послух до цього монастиря. Згодом прийняв постриг. Близько у 1003 або 1004 році вирушає на навчання до Болоньї, де студіював богослов'я та філософію. По поверненню мав значну повагу та авторитет серед монахів, завдяки чому в 1012 році стає пріором монастиря Святого Георгія.
У 1014 році після смерті батька отримує значний спадок, завдяки чому в 1015 році планував здійснити паломництво до Палестини. Втім на шляху зустрів Рейса, абата монастиря Паннонхальм в Угорщині, який запросив Геллерта до себе. Тут його чув король Іштван I Арпад, на якого виступи Геллерт справили велике враження.

### Угорський період
Згодом, у 1020 році угорський король запросив Геллерта Сагредо як наставника свого сина Імре. 1028 року Іштван I завоював значні землі на схід від своєї країни (територія сучасної області Сегед та західної Трансильванії). 1030 року призначив Геллерта єпископом Чанаду, під церковну владу якого підпадали нещодавно захоплені землі. На цій посаді Геллерт Сагредо проводив активну політику з навернення поган до християнської віри, водночас сприяв зміцненню королівської влади на цих землях.
Становище Геллерта змінилося зі смертю Іштвана I у 1038 році. В країні почалися чвари та заколоти. 1046 року вибухнуло повстання серед поган. Внаслідок цих сумять Геллерта було вбито 24 вересня 1046 року у м. Буда (частина теперішнього Будапешту). Сьогодні гора, де загинув Геллерт, носить його ім'я. 1083 року було канонізовано.